# Auguste và Louis Lumière

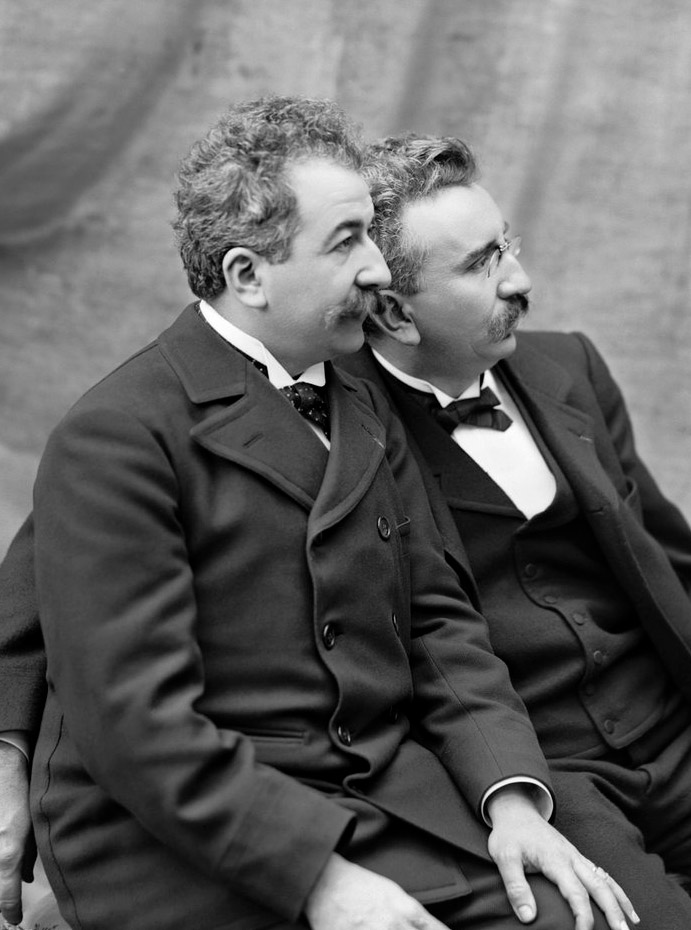
Auguste và Louis Lumière

Anh em nhà Lumière, gồm Auguste Marie Louis Nicolas (19 tháng 10 năm 1862, Besançon – 10 tháng 4 năm 1954, Lyon) và Louis Jean (5 tháng 10 năm 1864, Besançon – 6 tháng 6 năm 1948, Bandol) là hai kỹ sư người Pháp, được coi như những nhà làm phim đầu tiên của lịch sử thế giới. Bộ phim La Sortie des usines Lumière do anh em Lumière thực hiện và công chiếu lần đầu tiên ngày 28 tháng 12 năm 1895 tại quán Salon Indien du Grand Café ở Paris thường được xem như bộ phim đầu tiên của điện ảnh.
Họ là con trai của nhà nhiếp ảnh Antoine Lumière. Trong tiếng Pháp, lumière có nghĩa là ánh sáng.